# Palazzo della Regina Giovanna (Nápoly)
A Palazzo della Regina Giovanna (Johanna királynő palotája)egy nápolyi nemesi palota. A Santa Maria Vertecoeli út mentén a Posillipo negyedben áll. A palota legrégebbi részei a 15. századból származnak. A 16. századi belső udvar a nápolyi reneszánsz jegyeit viseli magán. Az erkélyek a 17. századból származnak, míg a belső kialakítás és díszítés rokokó.